# Мохаммед Сінвар
Мохаммед Ібрагім Хасан Сінвар (араб. محمد السنوار; 16 вересня, 1975, Хан-Юніс, Сектор Гази — 12 травня 2025) — член палестинської терористичної організації ХАМАС. Лідер ХАМАС у Секторі Газа та воєнізованого крила бригади «Із ад-Дін аль-Кассам. Молодший брат Ях'ї Сінвара, який раніше очолював ХАМАС у секторі Газа.

## Біографія
Народився в таборі біженців Хан-Юніс у Секторі Газа 16 вересня 1975 року. Його сім'я проживала там із 1948 року. Мохаммед здобув освіту у школі, організованій ООН. Він був представником одного з перших поколінь, що заснували рух Хамас. Це сталося 14 грудня 1987 року. Мохаммеда надихнув його старший брат Ях'я, який на той час був головою політичного офісу організації. Мохаммад став також одним із перших, хто вступив до бригад «Із ад-Дін аль-Кассам». За весь час він пережив щонайменше 6 спроб ліквідації спеціальними підрозділами Ізраїлю. Після однієї з них у 2003 році Мохаммед зник з публічного поля і не з'явився навіть на похороні батька у 2022 році.
За участю Мохаммеда вдалося здійснити викрадення ізраїльського солдата Гілада Шаліта, якого утримували багато років до його звільнення в межах угоди з обміну полоненими. Вона відбулася за посередництва Єгипту 18 жовтня 2011 року. За підсумками угоди Ізраїль поміняв 1027 засуджених, зокрема за тероризм, палестинців на Шаліта.
Ізраїльські спецслужби вважають, що він був одним із керівників атаки 7 жовтня 2023 року, коли було вбито близько 1200 осіб та захоплено понад 250 заручників, в основному цивільних осіб. На одному з відео Мохаммед їхав на позашляховику тунелем, побудованим під Газою, під час ізраїльської операції у відповідь. Армія Оборони Ізраїлю пропонувала мешканцям 300 000 доларів за його затримання. Штаб Мохаммеда Сінвара був у Хан-Юнісі. Там же була тренувальна база. Після її захоплення ізраїльськими солдатами, у ній було виявлено зокрема макети в'їздів до ізраїльськіх поселень.
Після ліквідації Ях'ї Сінвара у жовтні 2024 року став лідером ХАМАС у секторі Газа.
Вбитий 13 травня 2025 року внаслідок авіаудару ізраїльських ВПС удару по підземному командному пункту ХАМАС під Європейською лікарнею в Хан-Юнісі, де за даними розвідки в цей момент перебував Мохаммед Сінвар.